# 高木政夫
高木 政夫（たかぎ まさお、1950年（昭和25年）4月1日 - ）は、日本の政治家。
第17代群馬県前橋市長（2期）、群馬県議会議員（6期）、第77代群馬県議会議長、前橋市議会議員（2期）などを務めた。

## 来歴
群馬県勢多郡下川淵村（現・前橋市）の養鶏農家に、5人兄弟の3番目として生まれる。群馬県立前橋工業高等学校を経て、1972年に日本大学農獣医学部農業工学科を卒業。大学卒業後は父が興した会社に就職し土木作業に従事した。
1977年に前橋市議会議員選挙に出馬し、前橋市議会史上最年少の26歳10ヶ月で初当選。1981年に再選。
1983年、前橋市議2期目の途中で辞職し、群馬県議会議員に鞍替えし初当選。以後連続3期当選するも、4期目を目指した1995年の選挙で次点落選し、翌年の補欠選挙で復帰を果たした。通算6期務める。1998年5月29日から1年間、群馬県議会副議長を務めた。2003年5月20日から同年12月14日まで第77代群馬県議会議長を務めた。県議時代は自由民主党系会派に所属していた。自民党群馬県議団の中では中曽根系グループに属した。
2004年に県議を辞職し、自民党を離党。前橋市長選挙に無所属で出馬し、中心市街地活性化などを公約にし、現職の萩原弥惣治市長を破り初当選。2008年、前橋市長再選。
2012年の前橋市長選挙にも3選を目指して出馬したが、元群馬県議の山本龍に敗れ、落選した。
2024年の前橋市長選においては、新人の小川晶元群馬県議を支持した。

## 人物
- 2008年12月17日、群馬県立前橋工業高等学校の跡地問題や親族企業の土地取引問題をめぐり、前橋市議会から辞職勧告決議を受けた[10]。
- 官職以外に、群馬県ウエイトリフティング協会名誉顧問、前橋広域市町村合併協議会会長、社団法人群馬県土地改良協会理事、社団法人日本水道協会非常勤理事、社団法人日本水道協会群馬県支部長等の役職を歴任した。
- 前橋市長在任中、2008年日本経済新聞社の806市区調査で、前橋市が市民サービス度ランキング14位、2011年の809市区調査では、前橋市が市民本位の行政経営革新度ランキング6位の評価を受けた。
- 2020年の前橋市長選で落選した岩上憲司元群馬県議とは近い関係にあり[11]、2人は「政治的親子」とも評された[12]。